# After School
After School (en hangul, 애프터스쿨; estilizado como AFTERSCHOOL) fue un grupo femenino surcoreano formado por la compañía discográfica Pledis Entertainment en 2009. Su nombre está inspirado en el «espíritu de libertad» que provoca graduarse de la escuela.
Este grupo fue conocido por ser el primer grupo surcoreano en debutar en Asia oriental, y donde los miembros deciden si se incorporan o se retiran libremente (conocido por la agrupación como graduación). La banda fue compuesta por once miembros a lo largo de su historia: Jung Ah, Jooyeon, Uee, Raina, Nana, Lizzy, E-Young, Kaeun, Soyoung, Bekah y Kahi. Soyoung se graduó del grupo en septiembre de 2009, Bekah en julio de 2011 y Kahi se graduó en septiembre de 2012.
After School debutó oficialmente en enero de 2009 con la canción AH! con las cinco miembros originales, que son Kahi, Jung Ah, Soyoung, Jooyeon y Bekah. Después de concluir con sus conciertos a mediados de marzo del mismo año, se hizo una presentación con una nueva miembro: Uee, a principios de abril lanzan el tema Diva; en noviembre de ese año, una vez graduada Soyoung, se incorporan dos nuevas miembros: Nana y Raina, e interpretan temas como Because of You, que encabezó las listas de popularidad en Corea del Sur y una triple corona en SBS Inkigayo. Posteriormente, el tema Bang!, incorporándose Lizzy y E-Young. Poco después, Bekah se gradúa y la banda comienza a debutar en Japón.
El grupo comenzó su incursión en la escena musical japonesa en 2011 bajo la discográfica Avex Trax con una nueva versión de sus éxitos coreanos: Bang!, Diva y Because of You . El grupo también lanzó una canción en japonés, titulada Rambling Girls, en enero de 2012. Su debut en Japón fue todo un éxito, ya que el grupo trabajó arduamente para entrar en el top musical semanal, posicionándose en el séptimo lugar. Su álbum en japonés: Reproducirgirlz se posicionó en el octavo lugar en el Oricon Album Chart Semanal.
En abril de 2012, Pledis confirmó la integración de Kaeun para el maxi sencillo en el quinto lugar en junio de ese año. El 5 de junio de 2012, se informó de que Kahi se graduaría del grupo en septiembre de 2012 para concluir las promociones en Japón, pero no para participar en actividades del grupo en Corea.
En 2015, Jooyeon, Jung Ah, Uee, Lizzy, Kaeun, Raina, E-Young y Nana se graduaron del grupo. Lizzy y Nana revelaron poco tiempo después que todas las miembros habían decidido seguir con sus propias carreras en solitario, confirmando así la disolución del grupo.

## Carrera

### 2009: Primer debut,DivayBecause of You
After School, como grupo, hizo una primera aparición oficial el 2 de enero de 2009 en el SBS Festival Song, realizando Play Girlz con Son Dam Bi. A principios de 2009, pocos días después de su debut, Pledis Entertainment anunció oficialmente que el concepto de grupo de música está muy influenciada por las Pussycat Dolls. El 15 de enero de 2009, Pledis Entertainment lanzó un video de 30 segundos en Gom TV, llegando a 100 000 visitas en el primer día. En consecuencia, el grupo lanzó el tema AH!. El 17 de enero, After School hace su debut en vivo en MBC's Music Core. A raíz de las actividades y sus recientes discografías, After School previstó seguir progresando con Bad Guy, la tercera canción de su álbum. Sin embargo, el tema fue considerado inadecuado y se prohibió su publicación porque una sola palabra era la blasfemia de la canción.

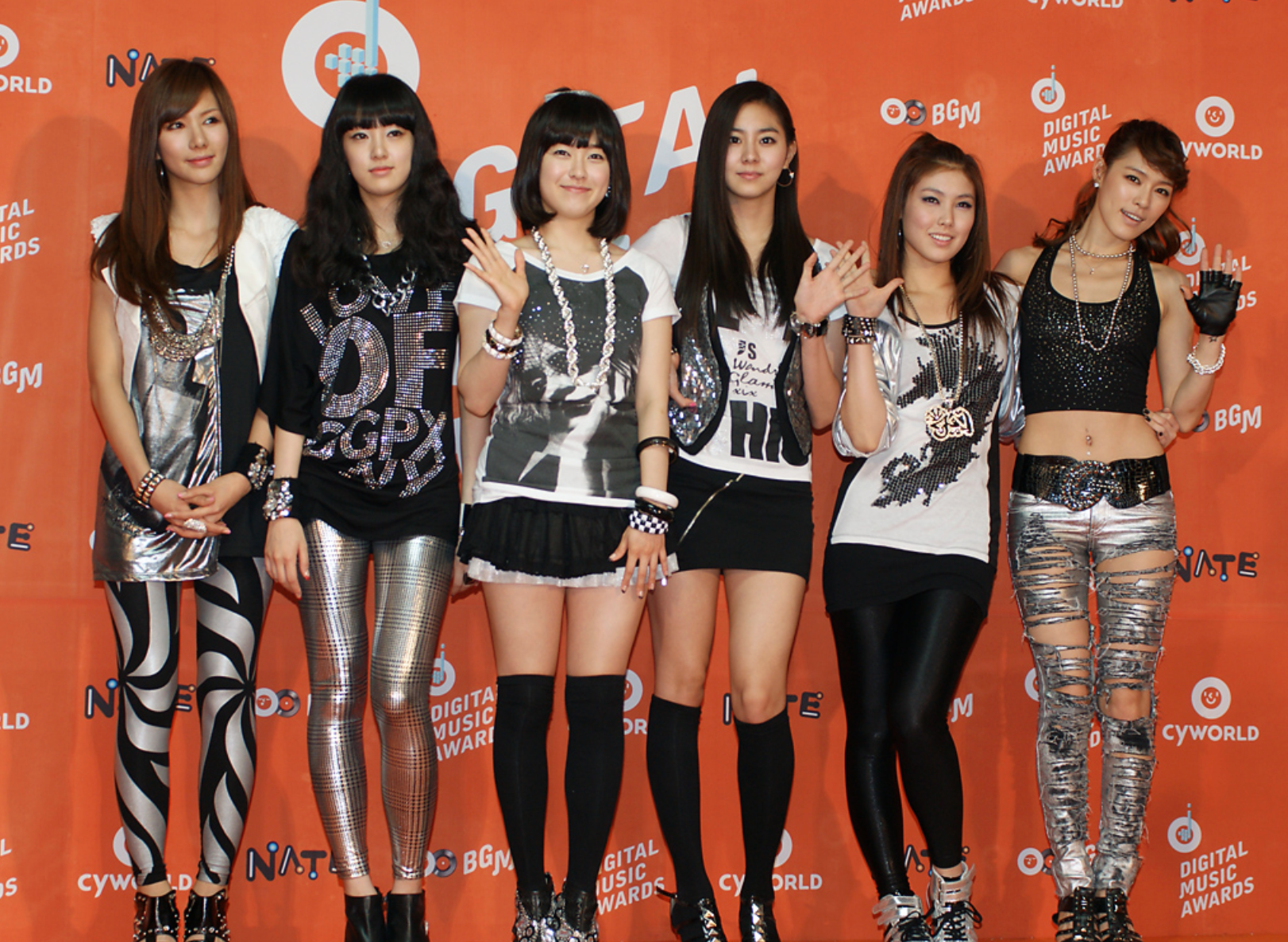
After School en 2009.

Durante el mes de abril, el grupo anunció un nuevo miembro de unirse al grupo, Uee, y junto con el anuncio, el grupo lanzó el segundo sencillo, Diva, el 9 de abril de 2009. El 21 de mayo, el grupo lanzó su tercer sencillo, una versión de Morning Musume y de It's Love Machine, titulado Dream Girl. En julio, se anunció que el grupo colaborará con el artista popular, Bi Dam Son, para el sencillo digital Amoled, que fue liberado el día 16 y que también fue parte de las promociones para algunos teléfonos de Samsung.
El 29 de octubre de 2009, Yoo Soyoung se retiró oficialmente del grupo para seguir una carrera como actriz. Dos nuevos miembros incorporan, Raina y Nana. After School hizo regresa el 25 de noviembre de 2009 con su sencillo Because of You, con previstos que se dieron a conocer un día antes. Marcando un cambio para el grupo a un concepto más maduro y sofisticado, la canción se hizo popular, ganando tres premios Mutizen y el liderato en varias listas de música en línea. Una versión remezclada fue liberada más tarde.

### 2010:Bang!yHappy álbum Pledis First
El 17 de marzo de 2010, se incorpora Lizzy, después de la publicación de fotos. Pledis Entertainment al mismo tiempo anunció que un álbum sería lanzado el 25 de marzo de 2010.
El único concepto que se muestra diferente es que el grupo llevaba diferentes vestimentas, posteriormente se supo que Kahi fue quien ideó este nuevo concepto. Kahi declaró que después de ver la película Drumline American, le atrajo el estilo de la banda de marcha, y quería hacer un concepto diferente. El grupo realiza prácticas tocando la batería durante cinco meses con un entrenador para el concepto. Fue el primer lanzamiento para presentar la tercera generación de After School y la recién ingresada Lizzy. La canción alcanzó el número 17 en el Gaón 2010 cartas con 2 374 731 copias vendidas.
El 6 de diciembre de 2010, Pledis Entertainment lanzó el álbum Happy álbum Pledis First, que constaba de cuatro pistas, Love Love Love, Someone Is You y dos temas instrumentales de ambas canciones. Pledis había planeado una serie de álbumes con After School, Son Dambi y Orange Caramel como un regalo sorpresa para los fanes. Una porción de las ganancias de los álbumes serían donados a la organización Save the Children. Bekah no participó en las promociones de este álbum debido a la ruptura de dos meses en Hawái, donde visitó a sus padres.

### Orange Caramel
En junio de 2010, Raina, Nana y Lizzy formaron la primera subunidad de After School, denominada Orange Caramel, y lanzaron su primer miniálbum por esas mismas fechas. Este concepto resultó más alegre y dulce a diferencia de muchos grupos de chicas que se han producido recientemente en conceptos oscuros y sensuales. En septiembre de 2012 la integrante Nana declara esta primera subunidad como grupo independiente. Si las integrantes de esta ahora nueva agrupación musical decidieran graduarse de After School, no significaría la extinción de Orange Caramel.

### 2011:Virginy debut en Japón

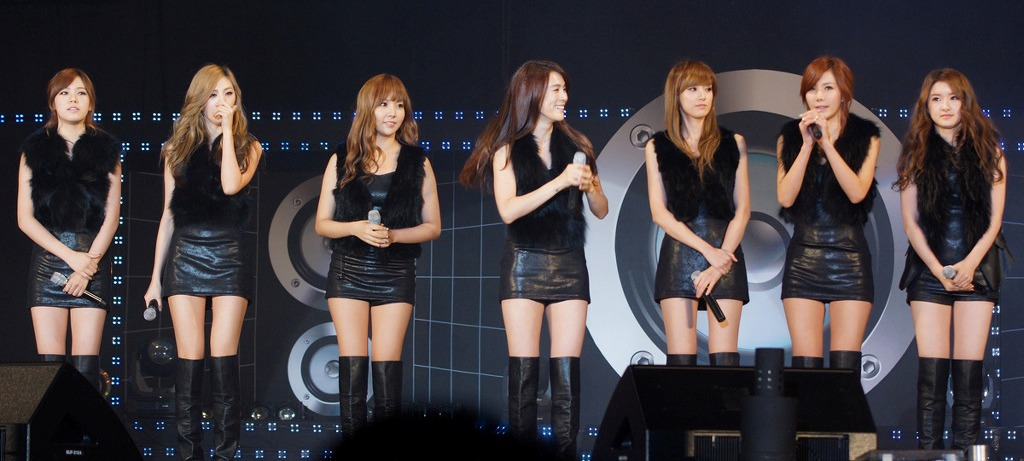
After School en 2011.

El 27 de enero, Pledis Entertainment declaró que habían firmado un contrato con un sello discográfico japonés, con el fin de iniciar las actividades en Japón a finales de marzo. After School entonces inició sus actividades en Japón gracias a su colaboración de una artista de renombre en toda Asia Namie Amuro con la canción Make It Happen para su álbum de colaboración. En marzo de 2012, la canción fue nominada a Mejor Colaboración en el Video Music Awards de MTV Japón 2012.
También en 2011, After School hizo un cameo como el grupo Pure, en una la película de terror blanco coreana. Realizaron segmentos de su exitosa canción, Bang.
Pledis Entertainment anunció el 13 de abril que After School iba a hacer una reaparición después de ese mes con un álbum de larga duración, la canción que da título está compuesta por el productor japonés Daishi Dance. Algunas fotos para el álbum de regreso fueron liberadas el 18 de abril , la primera de las fotos eran de recién llegado al grupo E-Young. Pledis Entertainment también dijo que la fecha de lanzamiento del álbum sería el día 29 de abril. Una segunda foto fue liberada un día después, con Lizzy, Raina y Nana (que se denominó la tercera generación), y una tercera con Uee (segunda generación). El día 20, la lista de canciones completa del álbum fue lanzado junto con la canción titulada Shampoo y la fotografía final de los miembros originales restantes.

### After School RedyAfter School Blue
After School Red y After School Blue son la segunda y tercera subunidades de la banda original.
After School Red está formada por Jung Ah, Uee y Nana (Kahi perteneció a esta subunidad hasta su graduación en septiembre de 2012). 
El concepto de esta subunidad refleja poder y sensualidad.
After School Blue está formada por Raina, Jooyeon, Lizzy y E-young, su concepto refleja ternura y sencillez.
Estas subunidades están en competencia consistente, pues lanzan sencillos en las mismas fechas. Aunque esto no es trabajo sólo de las integrantes de cada subunidad, sino también de los compositores y productores de los mismos. Ambas subunidades debutaron oficialmente el 21 de julio de 2011.

### 2012:Playgirlz, gira en Japón,Lady Luck/Dilly Dally, graduación de Kahi,FlashbackyMusic Bank Chile
Tras su tercer sencillo en japonés, se liberó un miniálbum que consta de dos canciones, "Rambling Girls" y una nueva versión japonesa del sencillo de 2009 "Because of You". El sencillo fue lanzado el 25 de enero de 2012, y debutó en el número seis en la lista de Oricon Chart. El sencillo se estrenó en el número siete en la lista semanal del Oricon, alcanzando 12 110 ventas.
Playgirlz, su primer álbum en japonés, fue lanzado el 14 de marzo de 2012. El álbum contiene todos sus sencillos en japonés, más una versión también en japonés de su sencillo "Shampoo", y seis canciones japonesas originales. La edición regular del álbum también incluye una versión en japonés del sencillo de Orange Caramel, "Shanghai Romance" como bonus track. El 29 de febrero de 2012, After School lanzó digitalmente un sencillo promocional, "Just in time", para promocionar el nuevo álbum, que fue lanzado el mes siguiente.
El álbum debutó en el número seis en la lista de álbumes de Oricon Chart, con ventas estimadas en alrededor de 11 000 copias en el primer día, y el número nueve en iTunes de Japón. El álbum debutó en el número ocho en la lista de álbumes de Oricon semanal con unas 16 000 ventas. Después del lanzamiento de su primer álbum japonés, el grupo comenzó su gira de promoción para el álbum titulado Playgirlz a finales de abril. Con un total de cuatro fechas, la gira comenzó en el Zepp Tokyo el 27 de abril, seguido por el Zepp Nagoya el 28 de abril y Namba, en Osaka el 30 de abril. La gira terminó el 17 de junio en el Tokyo Dome City Hall, que fue también la última vez que la exlíder Kahi se presentó con el grupo.
El 9 de abril de 2012, Pledis Entertainment reveló una miembro nueva se agrega al grupo. Al día siguiente, la miembro fue revelada oficialmente, Kaeun, se uniría a ellos por su quinto sencillo, lanzado el 21 de junio de 2012. También se confirmó que el grupo lanzaría su sexto sencillo en coreano para septiembre, posteriormente el sencillo fue cancelado por causas desconocidas

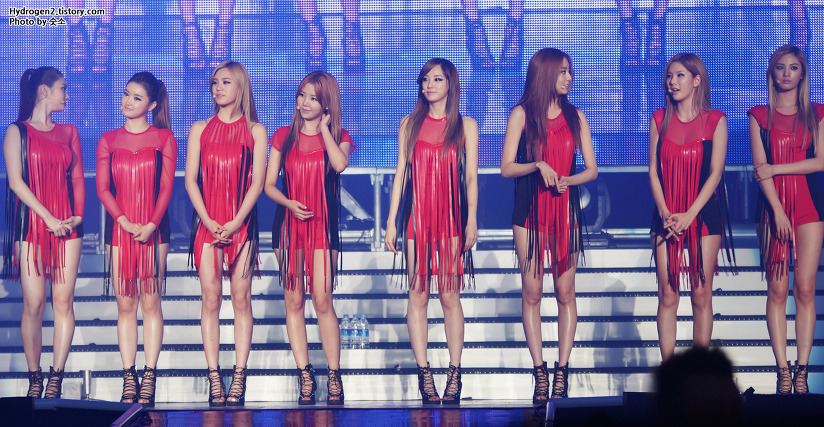
After School en 2012.

Avex Trax anunció a través de página web oficial japonesa que After School lanzaría su cuarto sencillo en japonés el 13 de junio de 2012, titulado Lady Luck/Dilly Dally.  El sencillo debutó en el número 3 en la lista del Oricon Chart con ventas de 7648 copias y en el número 6 de Singles Chart semanal de Oricon con ventas de 13 424 copias, respectivamente.  A finales de 2012, el sencillo vendió más de 17 000 copias en Japón.
Más tarde se confirmó oficialmente que Kahi se graduaría oficialmente del grupo para seguir un álbum en solitario, así como estudiar actuación. Ella se quedó con el grupo hasta septiembre, momento en el que se apartó del grupo.
El 11 de junio de 2012, la primera imagen teaser, con todos los miembros, para la remontada fue liberada. Más tarde ese mismo día el título del maxisencillo fue revelado, "Flashback", junto con la lista de canciones. Al día siguiente, un segundo cuadro sumario fue liberado con las miembros de la tercera generación. La canción principal, "Flashback" consiguió un "all-kill", completando todas las listas de música en línea en Corea del Sur.
El 2 de noviembre de 2012, After School junto a varias agrupaciones surcoreanas más, debutaron en América Latina, en un evento denominado Music Bank Chile llevado a cabo en Viña del Mar, Chile. Dichas agrupaciones no sólo se presentaron por primera vez fuera de su continente, sino que interpretaron temas en español, siendo también la primera vez que lo hacían.

### 2013: Fanmeetings, actividades en Japón,First LoveyFestival I Love K-Pop
La discográfica Pledis Entertainment anunció que After School presentaría un maxisencillo hacia otoño de 2012, pero después fue cancelado por razones desconocidas. Hubo varias ocasiones en el que las miembros anunciaron el regreso del grupo, Uee declaró en el Music Bank que After School regresaría después del receso de actividades de Orange Caramel. Jungah confirmó en diciembre de 2012 que se estaban preparando para su próximo álbum y Raina también declaró que se encontraban en prácticas para su regreso a principios de 2013. Son Dam Bi y After School iban a presentar en el concierto K-pop Heart en Australia, pero el concierto fue cancelado el 4 de febrero debido a la poca acogida. After School celebró una reunión de fanes en Tailandia el 23 de febrero y se realizó ante más de 3000 seguidores. Debido al éxito de la reunión de fanes en Bangkok, el grupo también mantuvo una reunión de fanes en Taiwán el 30 de marzo.
El 14 de febrero, Jooyeon reveló que After School estaría haciendo una reaparición en abril. El director general de Pledis Entertainment reveló a través de su página de Twitter que After School estaba trabajando con Brave Brothers para su regreso. También se anunció que será la primera remontada sin la admisión de un nuevo miembro.
El 30 de marzo, el grupo llevó a cabo su primera reunión de fanes de Taiwán en la reunión. Se celebró también como un evento de caridad donde las ganancias iban para niños necesitados, dicho evento recaudó un total de un millón de dólares de Taiwán.
El 12 de mayo, el director general de Pledis Entertainment anunció que After School que lanzará su sexto maxisencillo, que tendría una canción a dúo incluido. El 27 de mayo, se confirmó que el grupo haría su reaparición el 13 de junio. Las primeras imágenes teaser del video musical del sencillo fueron presentadas el 30 de mayo. También se reveló que la canción se llamaría First Love y fue producida por Brave Brothers. La productora no había trabajado con el grupo desde 2009, cuando presentaron su sencillo Because of You en ese entonces.

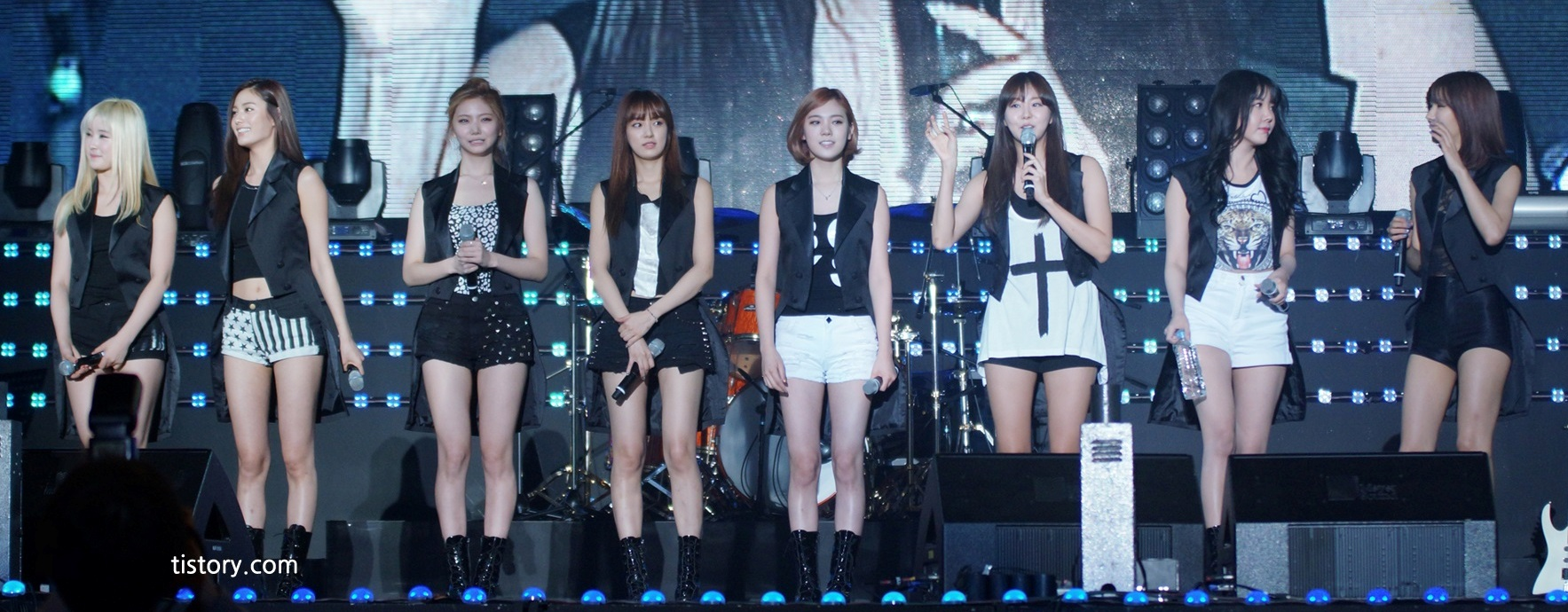
After School en 2013.

En marzo de 2013 se anunció que habría un evento en Chile llamado Festival I Love K-Pop; grupos como After School, RaNia y Davichi estarían presentes. Posteriormente, el evento fue aplazado para el 14 de septiembre del mismo año.
Se ha confirmado que el grupo, junto a otros grupos más llevará a cabo conciertos por varios países de América Latina, como son Perú, Colombia, México, Uruguay y Brasil.

### 2014: Dress To Kill y Beauty Bible
En enero del 2014 las chicas anuncian el lanzamiento de su cuarto álbum, Dress To Kill, que se lanzó oficialmente el 19 de marzo del 2014, el disco contendría 12 tracks entre "Heaven" "Shh" y "Miss Idependent" el álbum fue lanzado en tres versiones, la versión estándar, la versión CD con DVD, que incluía el vídeo de Flashback y Diva, un vídeo especial de su fanmeeting y una versión especial con dos bonus track, los cuales serían la versión japonesa de Flashback y otra con Lucky Girl.
Las chicas colaboraron para el disco del décimo aniversario de Brave Sound, con la canción Week la cual tuvo buena recepción en el los charts.
Las chicas prestaron su imagen para el programa "After School Beauty Bible" en español Biblia de Belleza, en el cual las chicas le dan a los espectadores consejos de belleza, maquillaje y ocio, además entrevistar a transeúntes y famosos, el programa se volvió popular y además un programa regular. Las chicas se toman un descanso para tener actividades individuales, Orange Caramel tuvo su comeback con Catallena recibiendo buena recepción en los charts, y recientemente se informó que realizarán su comeback en agosto, además se presentaron dos veces en Inmortal Song 2, a su tiempo Nana se presentó como miembro regular del programa Roommate y muy pronto también será miembro regular en el programa chino "Muse Dress" con grandes estrellas, Jooyeon hace parte del elenco del drama A New Leaf, hizo un cameo en el popular drama Hotel King y además protagonizó el vídeo musical de Taewan (C-luv), Raina colaboraría con el rapero San E promocionando la canción "A Midsummer Nigth's Sweetness" por diferentes programas musicales el aún permanece en lo más alto de los charts, UEE ha aparecido recientemente en Laws of Jungle. Lizzy a aparecido en diferentes programas como MC o como invitada, Kae Eun pasarelas japonesas y junto a E-Young y Hwang Min Hyun de NU'EST, hicieron un cameo por el drama Trot Lovers como MC haciendo una parodia de Music Bank. El 7 de octubre Raina hace su debut como solista con "You End and Me".
En noviembre de 2014 las chicas se prepararon su segundo Tour Japonés con las fechas 21, 22 y 23 de noviembre. En este Tour se presentaron una nueva canción japonesa llamada SHINE, el cual tuvo una actuación especial del solo de Jung Ah y una subunidad especial "Iyokan" conformada por las dos más jóvenes del grupo: E-Young y KaEun. En el tour se les preguntó si tendría un comeback en lo que quedaba de año, a lo que Nana respondió que hasta ahora no hay noticias para uno.
Las chicas siguen concentrándose en sus actividades individuales y graban la tercera temporada de After School Beauty Bible solo con la participación de Jung Ah, JooYeon, UEE, E-Young y KaEun.

### 2015: Graduación de las miembros restantes y disolución del grupo
En 2015, los contratos de Jooyeon, Jung Ah, Uee, Lizzy, Kaeun, Raina, E-Young y Nana con Pledis Entertainment, y por tanto, se graduaron del grupo. Lizzy y Nana revelaron tiempo después que todas las miembros habían decidido seguir con sus propias carreras en solitario, confirmando así la disolución del grupo.

## Miembros
After School posee un sistema de admisión, donde los miembros se incorporan o se gradúan por decisión propia de ellas. Las integrantes que tuvo el grupo a lo largo de su historia fueron las siguientes:
| Nombre Artístico | Nombre Artístico | Nombre de nacimiento | Nombre de nacimiento | Fecha de nacimiento                |
| Romanización     | Hangul           | Romanización         | Hangul               | Fecha de nacimiento                |
| ---------------- | ---------------- | -------------------- | -------------------- | ---------------------------------- |
| Kahi             | 가희             | Park Ji Young        | 박지영               | 25 de diciembre de 1980 (44 años)  |
| Jung Ah          | 정아             | Kim Jung Ah          | 김정아               | 2 de agosto de 1983 (41 años)      |
| Soyoung          | 소영             | Yoo So Young         | 유소영               | 29 de marzo de 1986 (39 años)      |
| Jooyeon          | 주연             | Lee Joo Yeon         | 이주연               | 19 de marzo de 1987 (38 años)      |
| Uee              | 유이             | Kim Yu Jin           | 김유진               | 9 de abril de 1988 (37 años)       |
| Raina            | 레이나           | Oh Hye Rin           | 오혜린               | 7 de mayo de 1989 (36 años)        |
| Bekah            | 베카             | Rebekah Kim          | 레베카 김            | 11 de agosto de 1989 (35 años)     |
| Nana             | 나나             | Im Jin Ah            | 임진아               | 14 de septiembre de 1991 (33 años) |
| Lizzy            | 리지             | Park Soo Young       | 박수영               | 31 de julio de 1992 (32 años)      |
| E-Young          | 이영             | Noh Yi Young         | 노이영               | 16 de agosto de 1992 (32 años)     |
| Kaeun            | 가은             | Lee Ga Eun           | 이가은               | 20 de agosto de 1994 (30 años)     |

### Período
| Miembro | 2009  | 2009  | 2009      | 2010 | 2011 | 2012 | 2012       | 2013 | 2014 | 2015 |
| Miembro | Enero | Abril | Noviembre | 2010 | 2011 | Mayo | Septiembre | 2013 | 2014 | 2015 |
| ------- | ----- | ----- | --------- | ---- | ---- | ---- | ---------- | ---- | ---- | ---- |
| Soyoung |       |       |           |      |      |      |            |      |      |      |
| Bekah   |       |       |           |      |      |      |            |      |      |      |
| Kahi    |       |       |           |      |      |      |            |      |      |      |
| Jooyeon |       |       |           |      |      |      |            |      |      |      |
| Jungah  |       |       |           |      |      |      |            |      |      |      |
| Uee     |       |       |           |      |      |      |            |      |      |      |
| Lizzy   |       |       |           |      |      |      |            |      |      |      |
| Kaeun   |       |       |           |      |      |      |            |      |      |      |
| Raina   |       |       |           |      |      |      |            |      |      |      |
| E-Young |       |       |           |      |      |      |            |      |      |      |
| Nana    |       |       |           |      |      |      |            |      |      |      |

## Discografía
| Álbum - Virgin (2011) Sencillos - New Schoolgirl (2009) - Because of You (2009) - Bang! (2010) - Happy Pledis (2010) - A.S. Red & Blue (A.S. Red) (2011) - A.S. Red & Blue (A.S. Blue) (2011) - Flashback (2012) - First Love (2013) | Álbum - Playgirlz (2012) - "Dress To Kill" (2014) Sencillos - Bang! (2011) - Diva (2011) - Because of You (2012) - Lady Luck (2012) - "Heaven" (2013) - "Shh" (2014) |

## Filmografía

### Reality shows
- 2009: MTV Diary of After School
- 2010: Playgirlz School

### Dramas
- 2009: You're Beautiful
- 2011: Birdie Buddy
- 2011: Ojakgyo Brothers

### Películas
- 2011: White: Cursed Melody